# Roger van Boxtel
Roger van Boxtel, né le 8 février 1954 à Tilbourg, est un homme politique néerlandais, membre des Démocrates 66 (D66) et ministre des Grandes villes et de l'Intégration du 3 août 1998 au 22 juillet 2002 dans le second cabinet de Wim Kok. Du 1er août 2015 au 1er octobre 2020, il est président-directeur général de Nederlandse Spoorwegen (NS).

## Éléments personnels

### Formation et carrière
Roger van Boxtel finit ses études secondaires à Amstelveen en 1973 et entreprend alors des études supérieures de médecine à l'université d'Amsterdam. Il les arrête au bout de deux ans et se réoriente, au sein de la même université, vers un cursus de droit, obtenant son diplôme en 1981.
Il travaille alors brièvement pour la ville d'Amsterdam, avant d'être recruté, toujours en 1981, par l'Association des communes néerlandaises (VNG), où il reste six ans. En 1987, il entre chez Verlinden, Wezeman, Ernst & Winney, à Oosterbeek, comme consultant, avant de rejoindre, deux ans plus tard, la firme Andersson, Elffers, Felix, située à Utrecht, dont il sera également directeur par intérim.
Il est nommé directeur exécutif de l'assureur Menzis Zorg en 2003, puis président du conseil d'administration un an plus tard. Nommé au conseil d'administration de KPMG Nederland en juin 2021, il en prend la présidence en décembre suivant.

### Vie privée
Il est marié depuis 1982, père de deux garçons et vit à Gorinchem.

## Parcours politique
Candidat aux élections législatives de 1994 sous les couleurs des Démocrates 66 (D66), il devient représentant à la Seconde Chambre des États généraux lorsque le premier cabinet de Wim Kok, auquel le parti prend part, entre en fonction, le 30 août, rendant vacants treize mandats à la Seconde Chambre. Il tente sans succès de se faire élire, en novembre 1997, président du groupe parlementaire.
Après avoir été réélu représentant lors des élections législatives de 1998, Roger van Boxtel entre dans le second cabinet de coalition violette dirigé par le travailliste Wim Kok le 3 août, au poste de ministre sans portefeuille au sein du ministère des Affaires intérieures et des Relations au sein du Royaume, chargé des Grandes villes et de l'Intégration. Il assure l'intérim au poste de ministre des Affaires intérieures et des Relations au sein du Royaume du 13 au 24 mars 2000 entre la démission de Bram Peper et de la nomination de Klaas de Vries. À compter de la démission du cabinet, le 16 avril 2002, il occupe l'intérim de son poste sans portefeuille jusqu'à ce qu'un nouveau gouvernement, le premier cabinet de Jan Peter Balkenende, prenne le relais. Celui-ci est nommé le 22 juillet suivant et Roger van Boxtel se retire alors de la vie politique.
Roger van Boxtel est désigné tête de liste de son parti pour les élections sénatoriales de 2011. Les Démocrates 66 remportent 5 sièges, soit une progression de 3 élus par rapport à 2007. Roger van Boxtel devient président du groupe parlementaire à la Première Chambre des États généraux le jour de son entrée en fonction en tant que sénateur, le 7 juin 2011. Il quitte la Première Chambre le 9 juin 2015, laissant la présidence de groupe à Thom de Graaf. Il est désigné président-directeur général de Nederlandse Spoorwegen le 1er août 2015, poste qu'il occupe pour cinq ans et deux mois. Il siège parallèlement au Conseil économique et social des Pays-Bas (SER) du 30 janvier 2014 au 1er février 2018.